# Tucà pitblanc
El Tucà pitblanc (Ramphastos tucanus) és una espècie amazónica de tucà que mesura a prop de 55 cm de largura i posseeix bec vermell o negre amb la base de la maxila i el cúlmen grocs.

## Taxonomia
S'han descrit tres subespècies dins aquesta espècie:
- R. t. tucanus Linnaeus, 1758, del sud-est de Veneçuela, Guaianes i Brasil septentrional.
- R. t. inca Gould, 1846, del nord i centre de Bolívia.
- R. t. cuvieri Wagler, 1827, des de l'oest de Veneçuela fins al nord de Bolívia

També s'ha considerat que les dues subespècies occidentals formen una espècie diferent: tucà de Cuvier (Ramphastos cuvieri).

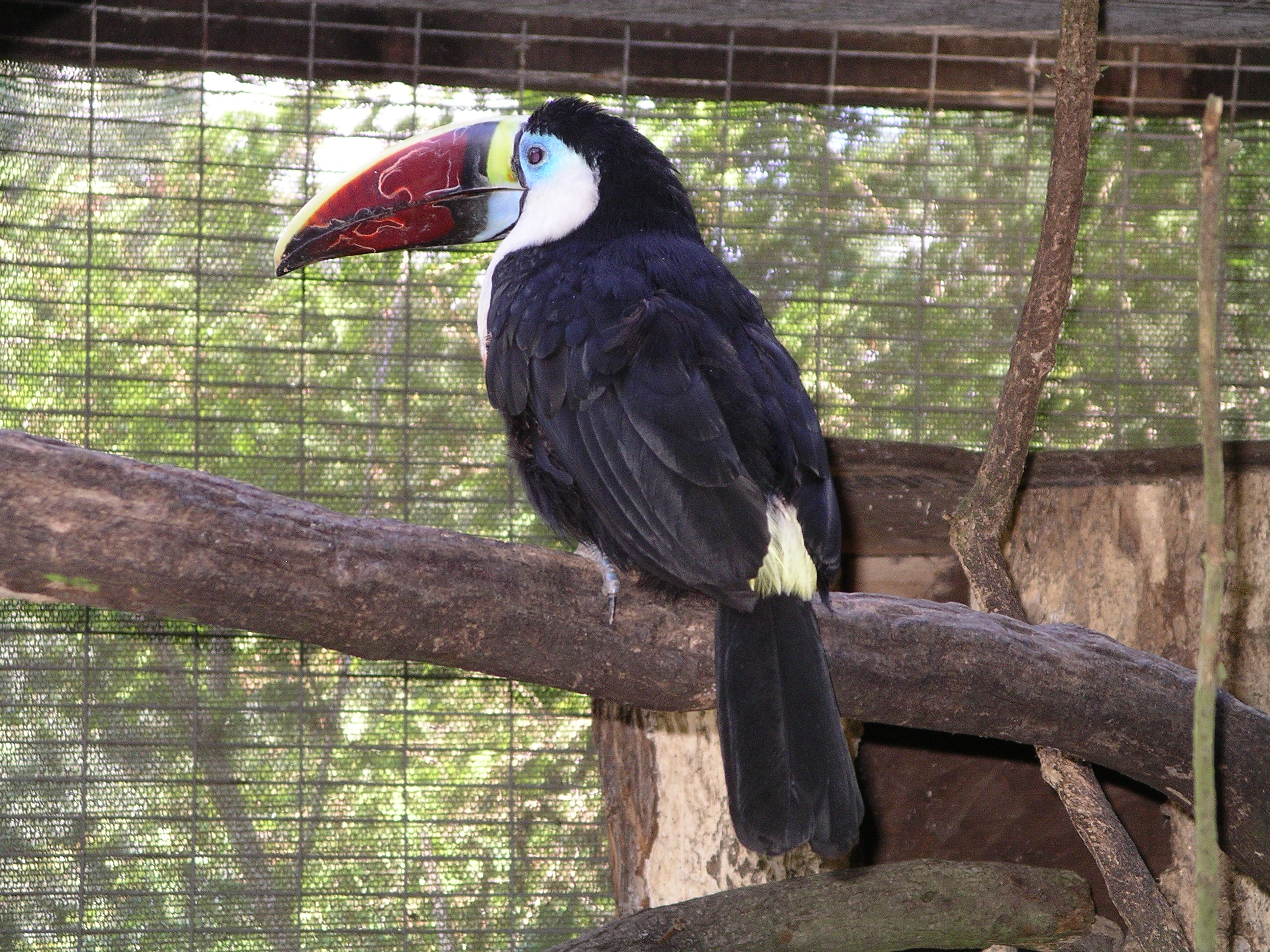
Tucà de pit blanc.

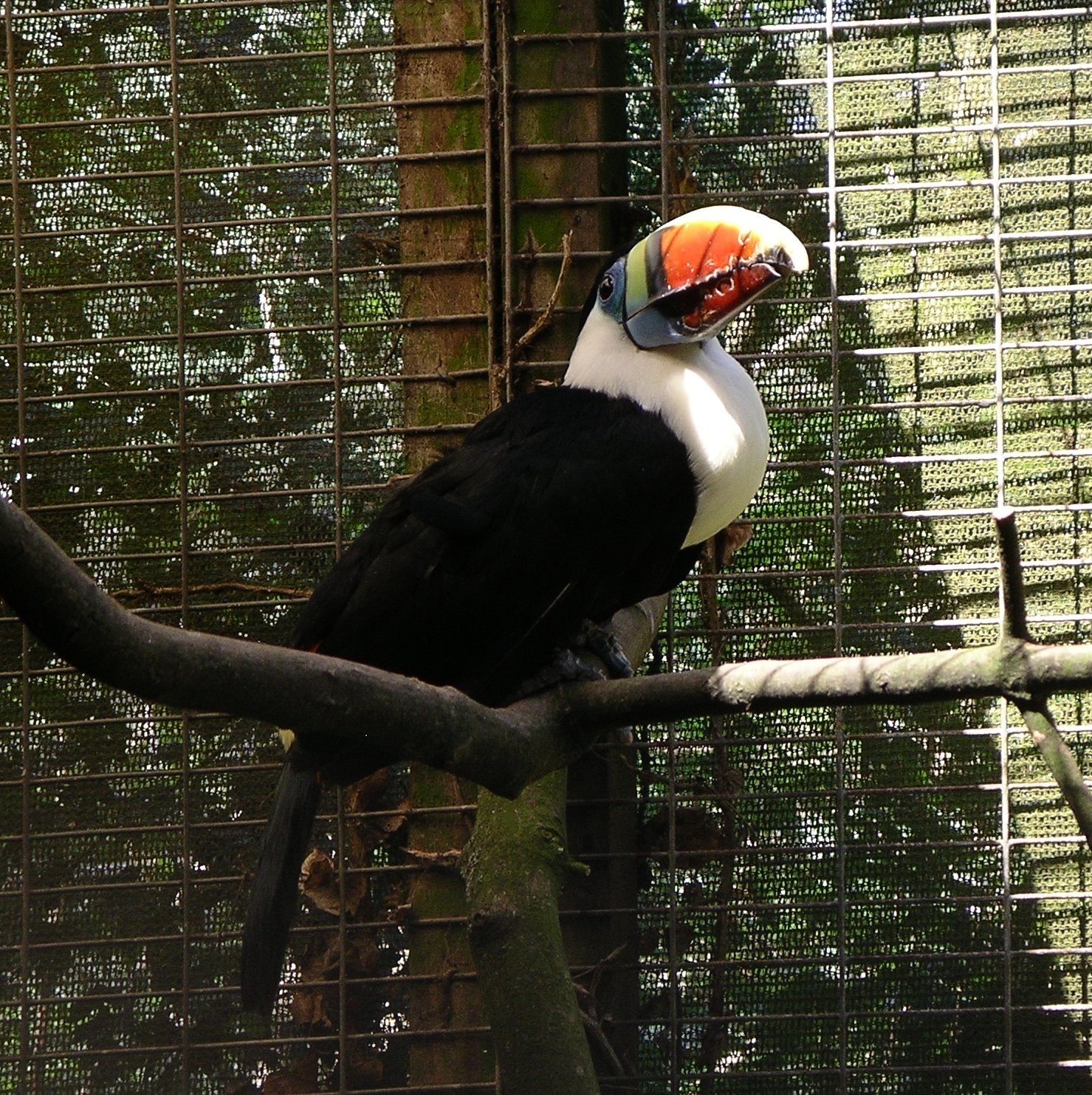
Tucà de pit blanc.